# Leon Pomirowski
Leon Pomirowski (ur. 30 lipca 1891 w Warszawie, zm. 31 marca 1943 na Majdanku) – polski krytyk literacki.

## Życiorys
Studiował w Berlinie i Paryżu. Po studiach pracował jako nauczyciel, m.in. w latach 1919–1934 uczył języka polskiego w  Gimnazjum Władysława Giżyckiego w Warszawie . Brał udział w wojnie polsko-bolszewickiej 1920. Debiutował na łamach „Wiadomości Literackich”. Na podstawie rozprawy Doktryna a twórczość uzyskał doktorat na Uniwersytecie Jana Kazimierza. W 1933 opublikował panoramę literatury międzywojennej pt. Nowa literatura w nowej Polsce. W 1937, na wniosek Polskiej Akademii Literatury, został odznaczony Złotym Wawrzynem Akademickim, za prace krytycznoliterackie dotyczące perspektyw realizmu. W czasie II wojny światowej brał udział w konspiracji. Po aresztowaniu został osadzony w obozie na Majdanku, gdzie zmarł na tyfus.
Pomirowski był zwolennikiem literackiego autotelizmu. Głosił prymat ideału formy nad ideałem treści, twierdząc, że literatura działa poprzez estetykę. Ostrzegał przed nakładaniem na literaturę obowiązków społecznych i narodowych. Na tym tle polemizował z dawniejszymi pracami Stanisława Brzozowskiego oraz współczesnym sobie Janem Nepomucenem Millerem i krytyką marksistowską. Sam opowiadał się za umiarkowaną krytyką formalną, jednak nie w tak skrajnej postaci, jak formizm czy teoria czystej formy.
Jego grób symboliczny znajduje się na cmentarzu Powązkowskim w Warszawie (kwatera c-1-12).
Wybrane prace:
- Doktryna a twórczość (1928)
- Walka o nowy realizm (1933)
- Nowa literatura w nowej Polsce (1933)

## Ordery i odznaczenia
- Złoty Krzyż Zasługi (11 listopada 1934)[4]
- Złoty Wawrzyn Akademicki (4 listopada 1937)[5]